# Aliabad-e Moftabad
Aliabad-e Moftabad (perski: علي ابادمفت اباد) – wieś w środkowym Iranie, w ostanie Kerman. W 2006 roku miejscowość liczyła 252 mieszkańców w 64 rodzinach.